# Courtney Goodson
Courtney Kathryn Goodson (Ramona, 19 juni 1990) is een Amerikaans voetballer die sinds 2012 speelt voor FC Twente.

## Carrière
Goodson speelde in 2008 en 2009 voor de Texas Longhorns. In 2008 speelde ze negentien van de 21 wedstrijden en scoorde daarin zes doelpunten en gaf vier assists. In 2009 gaf ze twee assists en scoorde tevens tweemaal voor de club. Goodson kwam dat jaar in alle 21 wedstrijden in actie, waarvan 13 vanaf de start. In februari 2012 ging Goodson naar UC Irvine In haar eerste jaar speelde ze 24 wedstrijden (23 basisplaatsen) en scoorde daarin negen doelpunten. In 2011 scoorde ze drie doelpunten en gaf ze vijf assists in 21 wedstrijden. In juni 2012 tekende Goodson bij FC Twente uit Nederland.

## Statistieken
| Seizoen         | Club            |                           | Competitie          | Competitie | Competitie | Competitie | Beker | Beker | Beker | Continentaal | Continentaal | Continentaal | Totaal | Totaal | Totaal |
| Seizoen         | Club            | Wed.                      | Competitie          | Dlp.       | Ass.       | Wed.       | Dlp.  | Ass.  | Wed.  | Dlp.         | Ass.         | Wed.         | Dlp.   | Ass.   |        |
| --------------- | --------------- | ------------------------- | ------------------- | ---------- | ---------- | ---------- | ----- | ----- | ----- | ------------ | ------------ | ------------ | ------ | ------ | ------ |
| 2008            | Texas Longhorns | Vlag van Verenigde Staten | Big 12 Championship | 19         | 6          | 4          | —     | —     | —     | —            | —            | —            | 19     | 6      | 4      |
| 2009            | Texas Longhorns | Vlag van Verenigde Staten | Big 12 Championship | 21         | 2          | 2          | —     | —     | —     | —            | —            | —            | 21     | 2      | 2      |
| Club totaal     | Club totaal     | Club totaal               | Club totaal         | 40         | 8          | 6          | 0     | 0     | 0     | 0            | 0            | 0            | 40     | 8      | 6      |
| 2010            | UC Irvine       | Vlag van Verenigde Staten | Big West Conference | 24         | 9          | 0          | —     | —     | —     | —            | —            | —            | 24     | 9      | 0      |
| 2011            | UC Irvine       | Vlag van Verenigde Staten | Big West Conference | 21         | 3          | 5          | —     | —     | —     | —            | —            | —            | 21     | 3      | 5      |
| Club totaal     | Club totaal     | Club totaal               | Club totaal         | 45         | 12         | 5          | 0     | 0     | 0     | 0            | 0            | 0            | 45     | 12     | 5      |
| 2012/13         | FC Twente       | Vlag van Nederland        | Eredivisie          | 0          | 0          | 0          | 0     | 0     | 0     | —            | —            | —            | 0      | 0      | 0      |
| Club totaal     | Club totaal     | Club totaal               | Club totaal         | 0          | 0          | 0          | 0     | 0     | 0     | 0            | 0            | 0            | 0      | 0      | 0      |
| Carrière totaal | Carrière totaal | Carrière totaal           | Carrière totaal     | 85         | 20         | 11         | 0     | 0     | 0     | 0            | 0            | 0            | 85     | 20     | 11     |

Laatste update: 2 jul 2012 11:10 (MEZT)